# トランペ自転車リフト
トランペ自転車リフト（トランペじてんしゃリフト、諾: Sykkelheisen Trampe、英: Trampe bicycle lift）は、世界初であり、かつ唯一の自転車リフトである。
ノルウェー王国のトロンハイム市にて、デザイン・マネージメントAS (Design Management AS) によって1993年に試作リフトが敷設されており、2012年初頭には撤去されている。
2013年に試作リフトが、フランス共和国のポマ・グループに属するスキーレール社 (Skirail company) によって開発された、「サイクロケーブル (CycloCable)」という名称の最新技術に置き換えられている。

## 利用例
トランペの利用は無料である。
リフトを利用する場合、右足を出発点に置いておく（左足は自転車ペダルに乗せたまま）。スタートボタンを押した後に、踏み板が出てきて、利用者は前方に押し出される。観光客と他の初めての利用者との間での一般的な間違いは、彼らが右脚を広げて、かつ彼らの体が前傾姿勢を維持していなかったことである。これでは、踏み板でのバランスを維持するのが難しく、また脱落することがありえる。
夏期には、トロンハイム市住民の通勤および観光客の両方によって、「トランペ」が広範囲に利用されている。